# Armeria ruscinonensis
Armeria ruscinonensis är en triftväxtart som beskrevs av Frédéric de Girard. Armeria ruscinonensis ingår i släktet triftar, och familjen triftväxter. Utöver nominatformen finns också underarten A. r. littorifuga.

## Bildgalleri

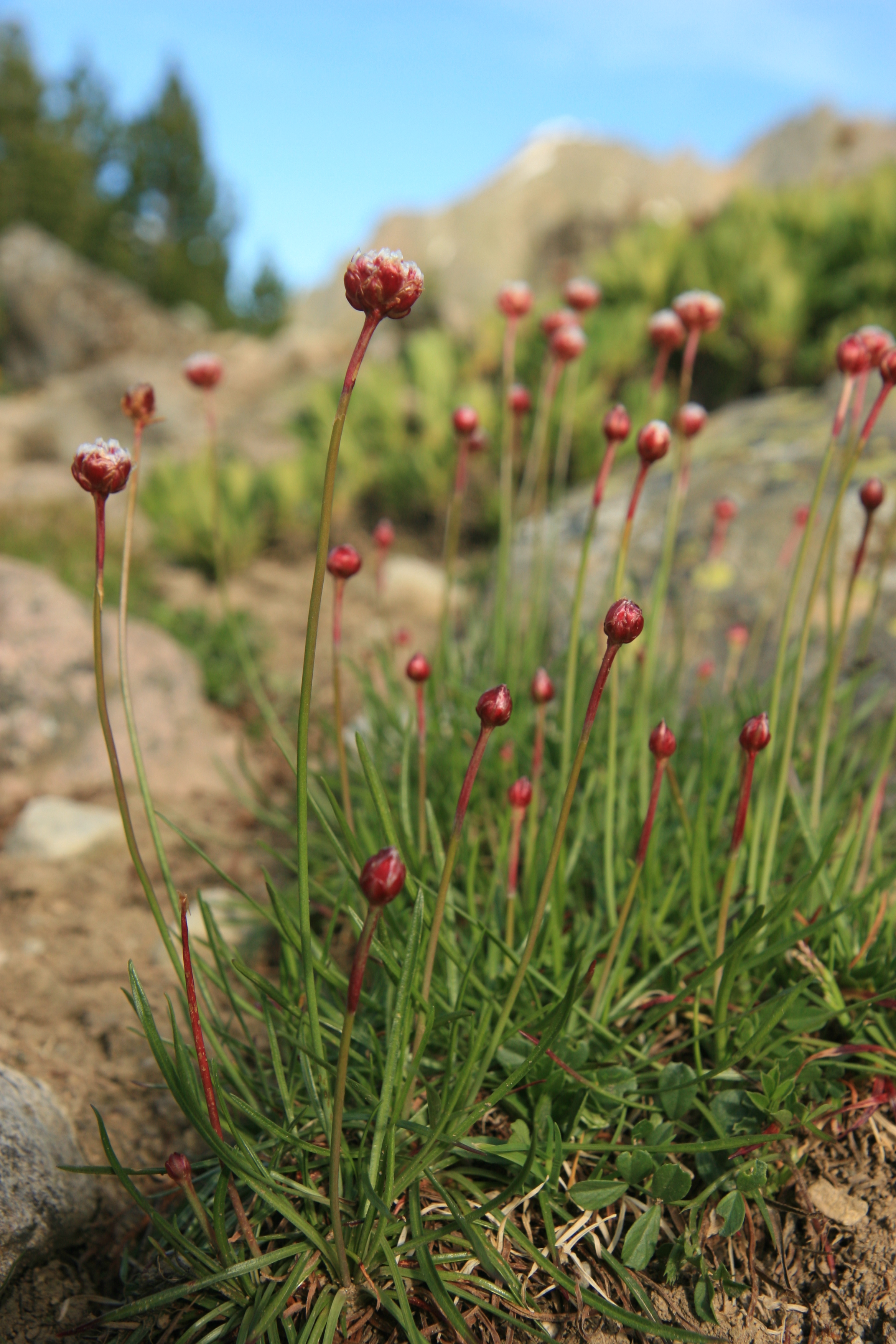